# 데이비드 프리맥
데이비드 프리맥(David Premack, 1925년 10월 26일 ~ 2015년 6월 11일)은 펜실베이니아 대학교의 심리학 교수였던 미국의 심리학자이다. 그는 논리실증주의가 만개했던 시기에 미네소타 대학교에서 교육을 받았다. 심리학과 철학과가 밀접하게 연관되어 있었다. 허버트 파이글, 윌프레드 셀라스, 폴 미엘이 철학 세미나를 이끌었고, 레온 페스팅거와 스탠리 섀크터가 집단 역학을 이끌었다.

## 연구
프레맥은 1954년 플로리다주 잭슨빌 외곽 오렌지 파크에 있는 예키스 영장류 생물학 연구소에서 영장류 연구를 시작했다. 그의 첫 두 침팬지 연구 대상인 사라와 거시는 미주리 대학교에서 시작하여 그와 함께 캘리포니아 대학교 샌타바버라로, 그리고 다시 펜실베이니아 대학교로 옮겨갔으며, 그곳에서 아홉 마리의 침팬지를 연구 대상으로 삼았다.
프레맥의 첫 번째 출판물(1959년)은 강화 (심리학)에 대한 새로운 이론(훗날 프레맥의 원리로 알려짐)이었다. 이 이론은 어떤 한 쌍의 반응에서 더 높은 확률의 반응이 더 낮은 확률의 반응을 강화할 수 있음을 주장하며, 강화가 절대적인 속성이 아니라 상대적인 속성임을 입증했다.
이 이론은 다음 여섯 가지 조건을 예측하며, 이 모든 조건은 증거에 의해 뒷받침되었다.
1. 강화는 상대적인 속성이다. 반응 A, B, C는 확률의 순위가 내려가는 순서이다. 따라서 A는 B와 C를 모두 강화할 것이다. C는 아무것도 강화하지 않을 것이다. 이는 강화가 절대적인 속성임을 시사한다. 그러나 B는 이러한 관점을 수정한다. B는 C를 강화하지만 A는 강화하지 않는다. B는 강화제이면서 강화제가 아니다. 따라서 강화는 상대적인 속성이다.[4]
2. 강화는 가역적인 속성이다. 마시는 행동이 달리는 행동보다 더 높은 확률일 때, 마시는 행동은 달리는 행동을 강화한다. 확률이 역전되면, 달리는 행동은 마시는 행동을 강화한다.[5]
3. 역사적으로 섭취 반응, 즉 먹고 마시는 행동은 오직 강화제 역할만 해왔지만, 섭취 반응은 다른 어떤 반응과 마찬가지로 강화 대상이 될 수 있다.[3][5]
4. 전통적으로 반대되는 개념으로 대조되어 온 강화와 처벌은 사실 부호만 다를 뿐 동등하다. 만약 반응 A가 B로 이어지고 B가 A보다 더 높은 확률이라면 A의 빈도는 증가할 것이다(강화). 반대로 A가 B로 이어지고 B가 A보다 낮은 확률이라면 A의 빈도는 감소할 것이다(처벌). 주요 대조는 보상과 처벌 사이가 아니라, 보상과 처벌이 자유와 대조되는 것이다. 자유는 자극이 개인에게 자유롭게(우발적이지 않게) 제공되는 상태이다.[6][7]
5. 자동화된 달리기가 지렛대 누르기보다 더 높은 확률이지만 마시는 행동보다 낮은 확률이라면, 달리기는 지렛대 누르기를 강화하고 마시는 행동을 처벌한다. 다시 말해, 같은 반응이 동시에 그리고 같은 개인에게 강화제와 처벌제 역할을 모두 할 수 있다.[7][8]
6. 강화와 처벌의 등가성은 이 흥미로운 사실에서 더욱 시사된다: 래트는 강화와 처벌 모두에 민감하거나, 둘 다에 둔감하다. 어느 하나에만 민감하고 다른 하나에는 둔감한 경우는 결코 없다.[8]

프레맥은 가이 우드러프와 함께 1978년에 발표된 논문에서 마음 이론의 개념을 도입했다. 이것은 심리학과 신경과학에서 결실 있는 개념임이 입증되었다. 예를 들어, 동물의 인지 능력에 대한 비교 심리학 연구부터 유아 인지에 대한 인간 발달 심리학 연구에 이르기까지 수백 편의 논문이 마음 이론에 대해 발표되었고, 다른 개체의 정신 과정을 시뮬레이션하는 뇌 기질에 대한 사회 신경과학 연구까지 다양하다.
프레맥의 동일/상이 분석은 그와 그의 동료들이 침팬지가 유추를 할 수 있음을 보여주게 했다. 동일/상은 사물(예: A와 A는 동일, A와 B는 상이) 또는 속성 간의 관계가 아니라, 관계 간의 관계이다.
예를 들어, 한편으로 AA와 BB, CD와 EF 사이의 관계를, 다른 한편으로 AA와 CD 사이의 관계를 고려해 보자. AA와 BB는 모두 동일의 사례이며, 그들 사이의 관계는 "동일"이다. CD와 EF는 모두 상이의 사례이며, 따라서 그들 사이의 관계는 "동일"이다.
AA는 동일의 사례이고 CD는 상이의 사례이다. 그들 사이의 관계는 "상이"이다. 이 분석은 침팬지에게 AA에 대해 "동일"이라는 단어를, CD에 대해 "상이"라는 단어를 가르치는 토대를 마련했다. 이 단어들을 배운 침팬지들은 물리적으로 유사한 관계(예: 작은 원이 큰 원에 비례하는 것과 작은 삼각형이 큰 삼각형에 비례하는 것)와 기능적으로 유사한 관계(예: 열쇠가 자물쇠에 비례하는 것과 캔따개가 캔에 비례하는 것) 사이에 자연스럽게 간단한 유추를 형성했다.
프레맥이 고안한 인과 추론 비언어적 검증 방법은 어린 아이들과 침팬지 모두가 인과 추론이 가능함을 보여주었다.
프레맥은 침팬지들이 분해된 얼굴을 재조립하여 눈, 코, 입을 적절한 위치에 놓을 수 있음을 입증했다. 또한 그는 침팬지들이 상징적 행동을 할 수 있음을 보여주었다. 다른 경우에 거울을 통해 모자, 안경, 목걸이를 착용한 자신을 보고 48시간 후에 얼굴 그림이 주어지자, 침팬지들은 각각 머리 꼭대기(모자), 눈(안경), 목(목걸이)에 점토를 바쳤다.
프레맥은 또한 어린 아이들이 세상을 두 종류의 사물로 나눈다고 주장했다. 다른 사물에 의해 움직일 때만 움직이는 사물과 스스로 움직이는 사물.
그는 유아들이 목표 지향적 행동을 보이는 자율적으로 움직이는 사물에 의도성을 부여한다고 주장했다. 더 나아가 유아들은 의도적인 사물 간의 상호 작용에 가치를 부여하는데, 예를 들어 한 사물이 다른 사물을 애무하는 것과 같은 부드러운 행동에는 긍정적인 가치를, 한 사물이 다른 사물을 때리는 것과 같은 거친 행동에는 부정적인 가치를 부여한다. 또한 유아들은 한 사물이 다른 사물이 목표를 달성하도록 도울 때 긍정적인 가치를 부여하고, 한 사물이 다른 사물이 목표를 달성하는 것을 방해할 때 부정적인 가치를 부여한다. 마지막으로 그와 앤 프레맥은 다음과 같이 주장했다. 유아들은 애무를 돕는 것과 동일시하고(물리적 유사성에도 불구하고), 때리는 것을 방해하는 것과 동일시한다(물리적 유사성에도 불구하고).
프레맥은 동물과 인간 지능의 인지적 차이에 초점을 맞췄다. 인간의 능력은 광범위한 영역에 걸쳐 있으며, 무수히 많은 목표에 기여할 수 있지만, 동물의 능력은 좁은 적응으로, 오직 하나의 목표만을 위한 것이다. 예를 들어, 인간은 모든 가능한 활동을 가르치지만(다른 문화권에서는 다른 활동을), 가르치는 동물이 거의 없는 미어캣과 고양이는 한 가지 활동만을 가르친다. 미어캣은 전갈목과 같은 위험한 음식을 먹는 방법을 가르치고, 고양이는 쥐를 사냥하는 방법을 가르친다. 인간 능력의 광범위성은 무엇으로 설명될까? 인간 능력은 여러 진화적으로 독립적인 구성 요소들의 엮음으로 이루어져 있는 반면, 동물의 능력은 단일 진화적 구성 요소로 이루어져 있다.
프레맥은 자크 모노가 사망하기 직전 지적 토론에 참여할 수 있었던 마지막 순간 중 하나인 '인류 과학을 위한 로와이움 센터'에서 장 피아제와 노엄 촘스키와 함께 유인원의 언어 수행 능력의 본질에 대해 토론했다.
그는 89세의 나이로 사망했으며, 2015년 6월 17일 리버사이드 국립묘지에 안장되었다.